# Patrick Bricard
Patrick Bricard (Caen, 1940. április 26. – 2019. január 26.) francia színész.

## Filmjei
- Cherbourgi esernyők (Les parapluies de Cherbourg) (1964)
- L'homme du Picardie (1968, tv-sorozat)
- Darling Lili (1970)
- A szórakozott (Le distrait) (1970)
- Un tyran sous la pluie (1973, tv-film)
- L'île aux enfants (1974–1976, tv-sorozat, 314 epizódban)
- Le Tour du monde en 80 jours (1975, tv-film)
- Marianne, une étoile pour Napoléon (1983, tv-sorozat)
- Une femme d'honneur (1997, tv-sorozat, egy epizódban)